# شهرستان کلارندون (کارولینای جنوبی)
شهرستان کلارندون، کارولینای جنوبی (به انگلیسی: Clarendon County, South Carolina) یک سکونتگاه مسکونی در ایالات متحده آمریکا است که در کارولینای جنوبی واقع شده‌است.

## خصوصیات
شهرستان کلارندون ۱٬۸۰۲٫۶۴ کیلومترمربع مساحت دارد.